# Eucrada robusta
Eucrada robusta is een keversoort uit de familie klopkevers (Anobiidae). De wetenschappelijke naam van de soort is voor het eerst geldig gepubliceerd in 1918 door Van Dyke.